# Senador per Menorca
La següent és la llista dels senadors escollits a la demarcació de Menorca. Els senadors al senat Espanyol poden ser senadors per elecció directa (la seva gran majoria) o per designació de la cambra autonòmica. En el cas de les Illes Balears, s'escullen directament tres senadors per Mallorca, un per Menorca i un per Eivissa i Formentera.
| Número | Senador                        | Legislatura | Partit polític | Grup Parlamentari | Alta | Baixa | Pacte             | Nombre de vots                              |
| ------ | ------------------------------ | ----------- | -------------- | ----------------- | ---- | ----- | ----------------- | ------------------------------------------- |
| 1      | Guillem de Olives Pons         | Constituent | UCD            | UCD               | 1977 | 1979  |                   | 9.248                                       |
| 2      | Tirs Pons Pons                 | I           | CPM            | Mixt              | 1979 | 1982  |                   | 11.745                                      |
| 3      | Antoni Villalonga Riudavets    | II i III    | PSIB           | Socialista        | 1982 | 1989  |                   | 12.080 (1982) i 11.268 (1986)               |
| 4      | Martín José Escudero Sirerol   | IV i V      | PP             | Popular           | 1989 | 1996  |                   | 11.625 (1989) i 15.759 (1993)               |
| 5      | Bernat Llompart Díaz           | VI          | PP             | Popular           | 1996 | 1999  |                   | 15.675                                      |
| 6      | Llorenç Cardona Seguí          | VI          | PP             | Popular           | 1999 | 2000  |                   | 15.675                                      |
| 7      | Josep Seguí Díaz               | VII i VIII  | PP             | Popular           | 2000 | 2008  |                   | 16.892 (2000) i 17.053 (2004)               |
| 8      | Artur Bagur Mercadal           | IX          | PSIB           | Mixt              | 2008 | 2011  | PSIB-EU-PSM-VERDS | 21.023                                      |
| 9      | Juana Francisca Pons Vila      | X, XI i XII | PP             | Popular           | 2011 | 2019  |                   | 17.224 (2011); 11.761 (2015); 13.255 (2016) |
| 10     | María del Carmen García Querol | XIII        | PSIB           | Socialista        | 2019 | 2019  |                   | 11.856                                      |
| 11     | Jordi López Ravanals           | XIV         | PP             | Popular           | 2019 | 2020  |                   | 10.406                                      |
| 12     | Cristóbal Marqués Palliser     | XIV i XV    | PP             | Popular           | 2020 |       |                   | 16.173                                      |